# دیوان‌لی‌لار
دیوان‌لی‌لار (ترکی آذربایجانی: Divanlılar) یک منطقهٔ مسکونی در جمهوری آرتساخ است که در استان هادروت واقع شده‌است.